# Trandafir Djuvara
Trandafir Djuvara (Brăila, 1856-París, 1935) fue un diplomático y escritor rumano.

## Biografía
Nacido en Brăila el 6 de noviembre de 1856, completó sus estudios en Bélgica, y obtuvo el grado de doctor en Letras y Filosofía por la Universidad de Bruselas. Ingresó en la carrera diplomática en 1879 como agregado de la legación de París, se convirtió en segundo secretario en Bruselas en 1880 y luego en 1881 en secretario de segunda clase en la misma legación. En 1881 fue delegado del Ministerio de Instrucción Pública en el Congreso Literario Internacional de Viena.
Asignado temporalmente el cargo de jefe de división consular en el Ministerio de Relaciones Exteriores en 1883, pasó a ser jefe de la división política en 1885; en 1867 creó la legación en Belgrado por tres meses y a finales de ese año fue nombrado secretario general del Ministerio de Asuntos Exteriores. Agente diplomático en Sofía en 1888, fue ascendido a ministro plenipotenciario en 1890. Secretario general del Ministerio en 1891, dimitió el 14 de diciembre del mismo año, y reingresó a la carrera diplomática en 1896 como ministro plenipotenciario en Constantinopla. Falleció en 1935 en París.
Entre sus publicaciones se encontraron títulos como Istria Dalmația (1880), Les juifs de la Roumanie (1880), Essai sur la litterature roumaine (1883). Coarde sparte (poesías, 1884), Etudes sur les negociations commerciales de la Roumaine avec l'Autriche-Hongrie (1886),  Zractate, convenţinnt şi învoiri internaţionale (1888), Politica economică a conservatorilor (1894) y Un peril national (1894).